# Apollo Guidance Computer

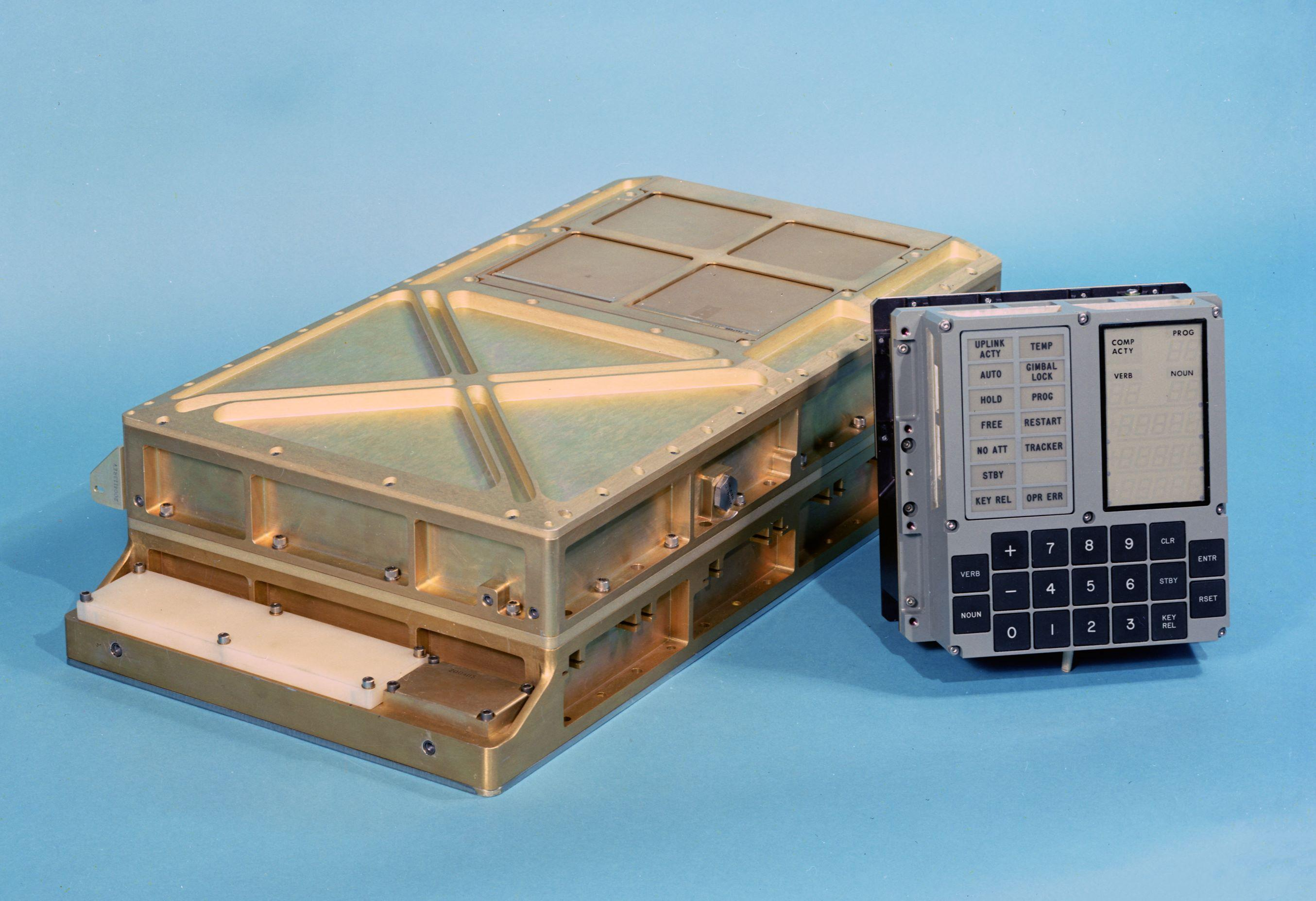
Apollo Guidance Computer

Apollo Guidance Computer (AGC) foi um computador de bordo que provia recursos computacionais e controles para orientação, navegação e controle do Módulo de Comando e do Módulo Lunar utilizados no Projeto Apollo. É notável por ter sido um dos primeiros computadores baseados em IC.
O AGC e sua interface de usuário DSKY foram desenvolvidos no início da década de 60 pelo laboratório de instrumentação do MIT (Laboratório Charles Stark Draper).

## Operação
Os astronautas pilotaram manualmente o projeto gemini com joysticks, mas no Projeto Apollo, computadores guiaram a maior parte do voo , exceto brevemente durante as aterrissagens lunares. Cada voo lunar transportou dois AGCs, um no módulo de comando e outro no  módulo lunar, com exceção da Apollo 8 que não precisava de um módulo lunar para sua missão na órbita da lua. O AGC no módulo de comando era o centro de seu sistema de orientação, navegação e controle (ou GNC -  guidance, navigation and control system). O AGC no módulo lunar executava seu Apollo PGNCS (sistema primário de orientação, navegação e controle), sigla pronunciada como "pings".

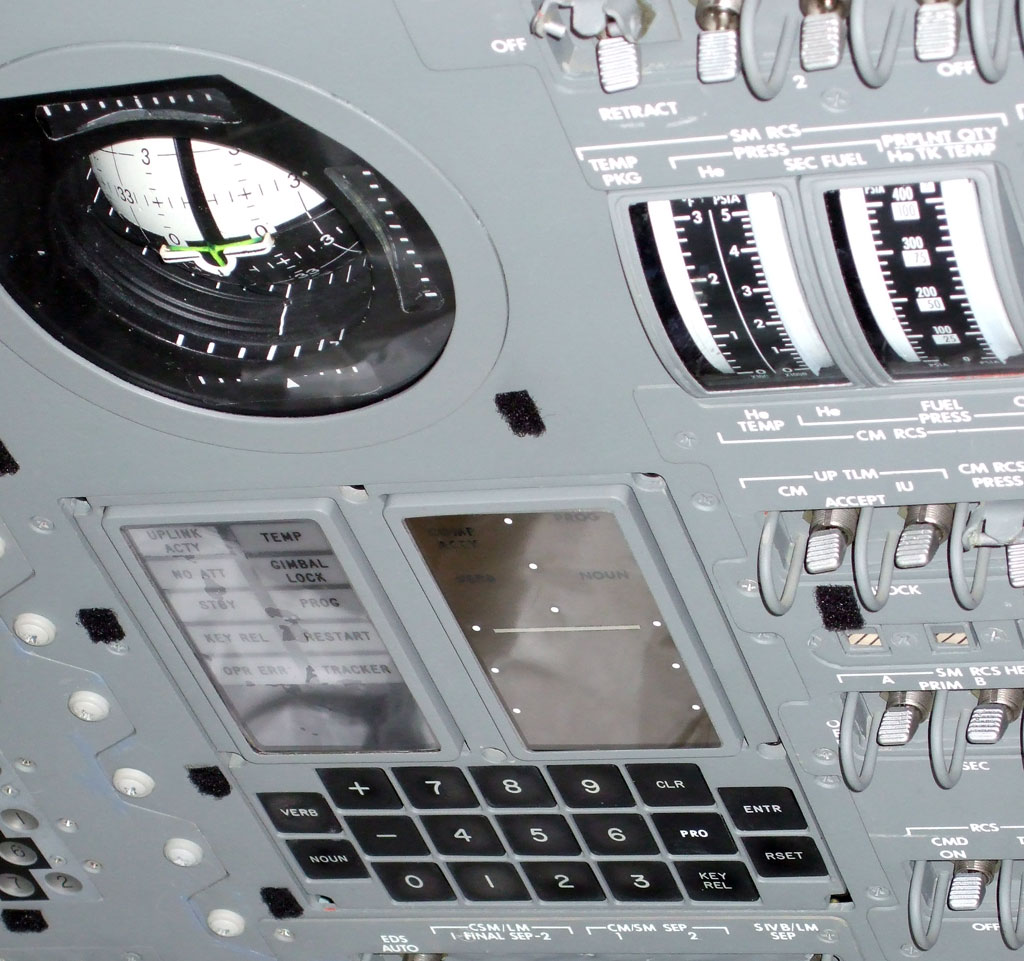
O visor e o teclado (DSKY) da interface do AGC, montado no painel de controle do módulo de comando, com o Flight Director Attitude Indicator (FDAI) acima

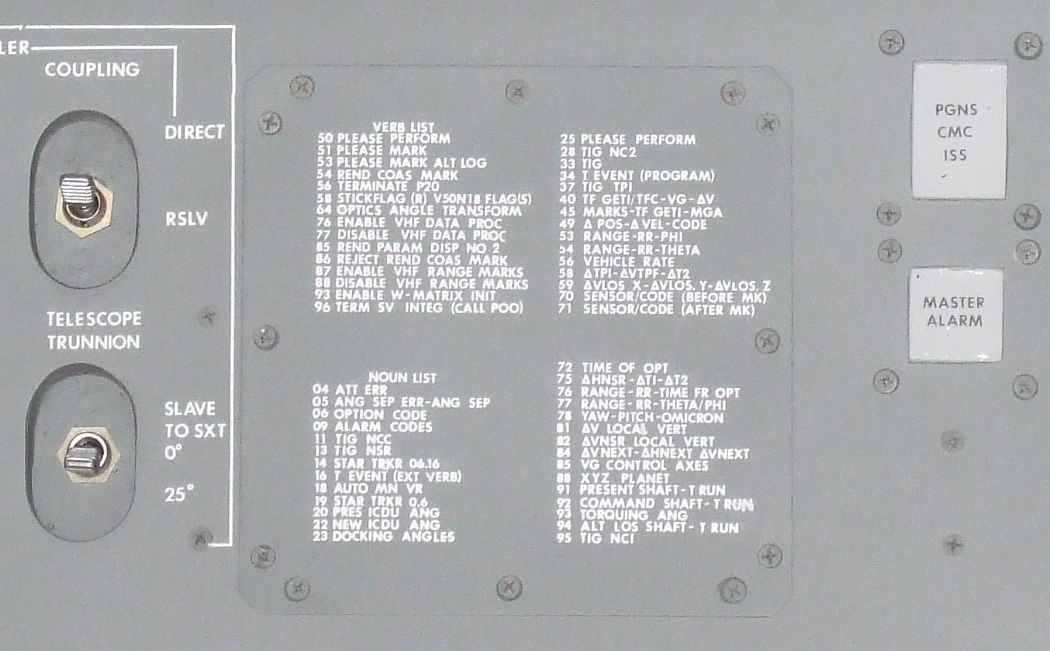
Lista parcial dos códigos de verbs e nouns do AGC, escritas no painel lateral para consultas rápidas.

Cada missão lunar tinha dois computadores adicionais:
- O Computador Digital para Lançamento de Veículo (LVDC) no anel de instrumentos Saturn V

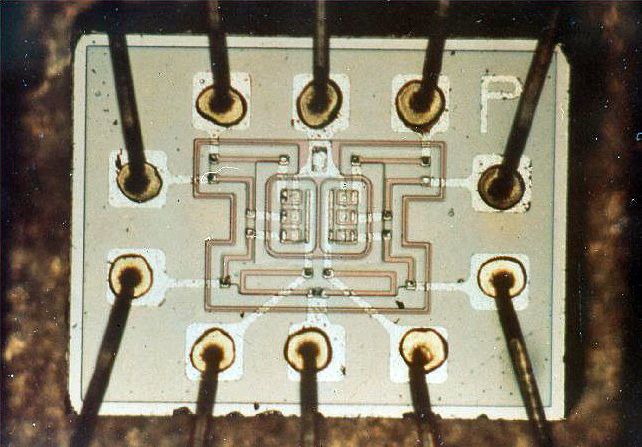
Imagen de um microchip com duas portas lógicas NOR usado para construir o AGC Block II. Os terminais (em sentido horário, a partir da parte superior central) são: GND, entradas (3), saída, PWR, saída, entradas (3).

- Imagen de um microchip com duas portas lógicas NOR  usado para construir o AGC Block II. Os terminais (em sentido horário, a partir da parte superior central) são: GND, entradas (3), saída, PWR, saída, entradas (3).O Sistema de Abortamento Guiado (AGS, pronunciado como ags) do módulo lunar, para  ser usado em caso de falha do PGNCS. O AGS poderia ser usado para decolar da Lua e para se encontrar com o módulo de comando, mas não para pousar.

## Projeto
O AGC foi concebida no Laboratório de Instrumentação do MIT sob a direcção de Charles Stark Draper, com projecto de hardware liderado por Eldon C. Hall. Os primeiros trabalhos de arquitectura vieram de J. H. Laning Jr., Albert Hopkins, Richard Battin, Ramon Alonso e Hugh Blair-Smith. O hardware de voo foi fabricado pela Raytheon, da qual Herb Thaler também fazia parte da equipe de arquitectura.

## Hardware lógico
Após a utilização de chips de circuito integrado (CI) na Plataforma Interplanetária de Monitoramento (IMP) em 1963, a tecnologia dos microchips foi posteriormente adotada para a AGC. O computador de voo Apollo foi o primeiro computador a utilizar microchips de silício.
Enquanto a versão do Bloco I utilizava 4.100 microchips, cada um contendo uma única porta NOR de três entradas, a versão posterior do Bloco II (utilizada nos voos tripulados) utilizava cerca de 2.800 microchips, na sua maioria portas NOR duplas de três entradas e números mais pequenos de expansores e amplificadores de sentido:  Os  microchips, da Fairchild Semiconductor,, foram implementados utilizando a lógica resistência-transistor (RTL) num encapsulamento fino. Foram ligados através de um envoltório de fios, e a cabeamento foi depois selado em plástico epóxi fundido.
A utilização de um único tipo de microchip (a porta lógica NOR de três entradas) em todo o  AGC evitou problemas que atormentaram outro computador de concepção inicial de microchips, o computador de orientação Minuteman II, que utilizava uma mistura de lógica de transístor e portas lógicas. As portas NOR são portas lógicas universais a partir das quais qualquer outro porta pode ser feita, embora à custa da utilização de mais portas.